# Trevor Wye
Trevor Wye est un professeur de flûte traversière britannique né le 6 juin 1935. 
Il a écrit plusieurs ouvrages traitant des aspects techniques de la flûte. 

## Biographie
Trevor Wye est né le 6 juin 1935 au Royaume-Uni. Il commence à étudier la flûte à l'âge de 15 ans auprès de Marcel Moyse, n'ayant à sa disposition ni conservatoire ni école de musique. Au cours de sa formation, il a aussi étudié auprès des flûtistes Geoffrey Gilbert et W
William Bennett, ainsi qu'auprès du chanteur britannique Alfred Deller.
Avant d'être professeur à la Guildhall School of Music pendant quatorze ans, Wye a été concertiste et a enregistré plusieurs disques en solo, à Londres. Il fut aussi professeur au Royal Northern College of Music, à Manchester pendant vingt-deux ans ; cette école lui a décerné un doctorat honoris causa en 1990.
Il est actuellement professeur de flûte à son studio dans le Kent créé en 1990, qui accueille pour une année des étudiants étrangers de troisième cycle.

## Publications
Wye est l'auteur d'environ 200 publications, lesquelles comprennent différents ouvrages ainsi que des CD et des DVD.
Parmi ses œuvres les plus connues, les six volumes des Livres pratiques pour la flûte (Practice books for the flute), qui se concentrent sur le ton, l'articulation, l'intonation et le vibrato, la respiration et les échelles, et la pratique avancée de la technique de la flûte traversière,.
Il a également publié une série d'ouvrages intitulés Méthode de flûte pour débutant, livres de théorie et de pratique du piccolo et plusieurs arrangements pour flûte et piano.
Il est aussi l'auteur d'une biographie de Marcel Moyse, son mentor, qui a été traduite en plusieurs langues.
Il est à l'origine d'un projet collaboratif en cours consistant en une encyclopédie de la flûte, "The Flut Ark".
En 2017, il a publié Flute Secrets (206 pages, éditeur : Music sales Ltd)

## Distinction honorifique
En 1990, il a reçu un doctorat honoris causa décerné par le Royal Northern College of Music où il a été professeur pendant vingt ans.